# Grand Prix moto de Catalogne 2002
Le Grand Prix moto de Catalogne 2002 est le sixième rendez-vous de la saison 2002 du championnat du monde de vitesse moto. Il s'est déroulé sur le circuit de Catalogne du 14 au 16 juin 2002.

## Classement final MotoGP
| Pos. | Pilote            | Moto    | Tours | Temps/Écart     | Grille | Points |
| ---- | ----------------- | ------- | ----- | --------------- | ------ | ------ |
| 1    | Valentino Rossi   | Honda   | 25    | 44 min 20 s 679 | 4      | 25     |
| 2    | Tohru Ukawa       | Honda   | 25    | +0 s 880        | 2      | 20     |
| 3    | Carlos Checa      | Yamaha  | 25    | +8 s 531        | 7      | 16     |
| 4    | Max Biaggi        | Yamaha  | 25    | +11 s 918       | 1      | 13     |
| 5    | Alex Barros       | Honda   | 25    | +22 s 382       | 9      | 11     |
| 6    | Loris Capirossi   | Honda   | 25    | +30 s 096       | 5      | 10     |
| 7    | Kenny Roberts Jr  | Suzuki  | 25    | +31 s 525       | 8      | 9      |
| 8    | Daijiro Kato      | Honda   | 25    | +33 s 912       | 15     | 8      |
| 9    | Olivier Jacque    | Yamaha  | 25    | +36 s 847       | 11     | 7      |
| 10   | John Hopkins      | Yamaha  | 25    | +51 s 580       | 6      | 6      |
| 11   | Akira Ryo         | Suzuki  | 25    | +53 s 303       | 14     | 5      |
| 12   | Jeremy McWilliams | Proton  | 25    | +57 s 585       | 12     | 4      |
| 13   | Tetsuya Harada    | Honda   | 25    | +1 min 01 s 823 | 20     | 3      |
| 14   | Regis Laconi      | Aprilia | 25    | +1 min 03 s 002 | 16     | 2      |
| 15   | Pere Riba         | Yamaha  | 25    | +1 min 04 s 723 | 21     | 1      |
| 16   | Norifumi Abe      | Yamaha  | 24    | +1 tour         | 18     |        |
| Abd. | Alex Hofmann      | Yamaha  |       | Abandon         | 19     |        |
| Abd. | Sete Gibernau     | Suzuki  |       | Abandon         | 3      |        |
| Abd. | Nobuatsu Aoki     | Proton  |       | Abandon         | 17     |        |

## Classement250 cm3
| Pos  | Pilote            | Moto    | Tours | Temps/Écart     | Grille | Points |
| ---- | ----------------- | ------- | ----- | --------------- | ------ | ------ |
| 1    | Marco Melandri    | Aprilia | 25    | 41 min 40 s 377 | 2      | 25     |
| 2    | Roberto Rolfo     | Honda   | 25    | +2 s 193        | 6      | 20     |
| 3    | Fonsi Nieto       | Aprilia | 25    | +2 s 689        | 1      | 16     |
| 4    | Randy de Puniet   | Aprilia | 25    | +2 s 950        | 4      | 13     |
| 5    | Franco Battaini   | Aprilia | 25    | +4 s 538        | 5      | 11     |
| 6    | Casey Stoner      | Aprilia | 25    | +23 s 101       | 18     | 10     |
| 7    | Naoki Matsudo     | Yamaha  | 25    | +23 s 215       | 11     | 9      |
| 8    | Shahrol Yuzy      | Yamaha  | 25    | +23 s 374       | 12     | 8      |
| 9    | Emilio Alzamora   | Honda   | 25    | +24 s 586       | 7      | 7      |
| 10   | Toni Elías        | Aprilia | 25    | +30 s 721       | 9      | 6      |
| 11   | Haruchika Aoki    | Honda   | 25    | +37 s 908       | 13     | 5      |
| 12   | David Checa       | Aprilia | 25    | +38 s 456       | 14     | 4      |
| 13   | Alex Debón        | Aprilia | 25    | +40 s 607       | 10     | 3      |
| 14   | Hugo Marchand     | Aprilia | 25    | +1 min 00 s 034 | 19     | 2      |
| 15   | Raul Jara         | Aprilia | 25    | +1 min 02 s 087 | 16     | 1      |
| 16   | Taro Sekiguchi    | Yamaha  | 25    | +1 min 02 s 410 | 15     |        |
| 17   | Vincent Philippe  | Aprilia | 25    | +1 min 02 s 643 | 17     |        |
| 18   | Leon Haslam       | Honda   | 25    | +1 min 09 s 785 | 20     |        |
| 19   | Jay Vincent       | Honda   | 25    | +1 min 17 s 851 | 21     |        |
| 20   | Héctor Faubel     | Aprilia | 25    | +1 min 30 s 113 | 22     |        |
| 21   | Dirk Heidolf      | Aprilia | 25    | +1 min 31 s 937 | 25     |        |
| 22   | Jarno Janssen     | Honda   | 25    | +1 min 47 s 797 | 23     |        |
| Abd. | Éric Bataille     | Honda   |       | Abandon         | 24     |        |
| Abd. | Roberto Locatelli | Aprilia |       | Abandon         | 3      |        |
| Abd. | Sebastian Porto   | Yamaha  |       | Abandon         | 8      |        |

## Classement125 cm3
| Pos  | Pilote             | Moto    | Tours | Temps/Écart     | Grille | Points |
| ---- | ------------------ | ------- | ----- | --------------- | ------ | ------ |
| 1    | Manuel Poggiali    | Gilera  | 25    | 41 min 18 s 211 | 1      | 25     |
| 2    | Dani Pedrosa       | Honda   | 25    | +0 s 019        | 4      | 20     |
| 3    | Steve Jenkner      | Aprilia | 25    | +9 s 888        | 3      | 16     |
| 4    | Lucio Cecchinello  | Aprilia | 25    | +15 s 397       | 5      | 13     |
| 5    | Simone Sanna       | Aprilia | 25    | +15 s 452       | 8      | 11     |
| 6    | Joan Olivé         | Honda   | 25    | +15 s 486       | 20     | 10     |
| 7    | Stefano Bianco     | Aprilia | 25    | +15 s 549       | 11     | 9      |
| 8    | Pablo Nieto        | Aprilia | 25    | +16 s 218       | 2      | 8      |
| 9    | Mika Kallio        | Honda   | 25    | +22 s 762       | 10     | 7      |
| 10   | Mirko Giansanti    | Honda   | 25    | +22 s 839       | 16     | 6      |
| 11   | Arnaud Vincent     | Aprilia | 25    | +23 s 067       | 23     | 5      |
| 12   | Andrea Ballerini   | Honda   | 25    | +23 s 134       | 18     | 4      |
| 13   | Stefano Perugini   | Italjet | 25    | +43 s 345       | 17     | 3      |
| 14   | Jorge Lorenzo      | Derbi   | 25    | +43 s 973       | 7      | 2      |
| 15   | Masao Azuma        | Honda   | 25    | +47 s 189       | 13     | 1      |
| 16   | Jakub Smrž         | Honda   | 25    | +47 s 333       | 24     |        |
| 17   | Gianluigi Scalvini | Aprilia | 25    | +52 s 000       | 22     |        |
| 18   | Héctor Barberá     | Aprilia | 25    | +1 min 11 s 358 | 27     |        |
| 19   | Mattia Angeloni    | Gilera  | 25    | +1 min 11 s 488 | 29     |        |
| 20   | Alex Baldolini     | Aprilia | 25    | +1 min 21 s 603 | 32     |        |
| 21   | Jaroslav Huleš     | Aprilia | 25    | +1 min 21 s 681 | 15     |        |
| 22   | Julián Simón       | Honda   | 25    | +1 min 31 s 723 | 26     |        |
| 23   | Imre Tóth          | Honda   | 25    | +1 min 31 s 794 | 31     |        |
| 24   | Leon Camier        | Italjet | 24    | +1 tour         | 33     |        |
| Abd. | Chaz Davies        | Aprilia |       | Abandon         | 21     |        |
| Abd. | Michel Fabrizio    | Gilera  |       | Abandon         | 19     |        |
| Abd. | Alex De Angelis    | Aprilia |       | Abandon         | 12     |        |
| Abd. | Youichi Ui         | Derbi   |       | Abandon         | 6      |        |
| Abd. | Ángel Rodríguez    | Aprilia |       | Abandon         | 25     |        |